# Ялкала (музей-заповедник)
Историко-этнографический музей-заповедник «Я́лкала», расположен в поселке Ильичёво Выборгского района Ленинградской области. Филиал Выборгского объединённого музея-заповедника.

## История

### Дом-музей В. И. Ленина

Памятник В. И. Ленину

Открыт 20 октября 1940 года, после присоединения Карельского перешейка к СССР по мирному договору по итогам Советско-финской войны 1939—1940 годов, как Дом-музей В. И. Ленина.
Музей рассказывал о периоде одного из последних подполий вождя, поскольку здесь, в доме петроградского рабочего П. Г. Парвиайнена, он скрывался несколько дней в августе 1917 года и писал работу «Государство и революция».

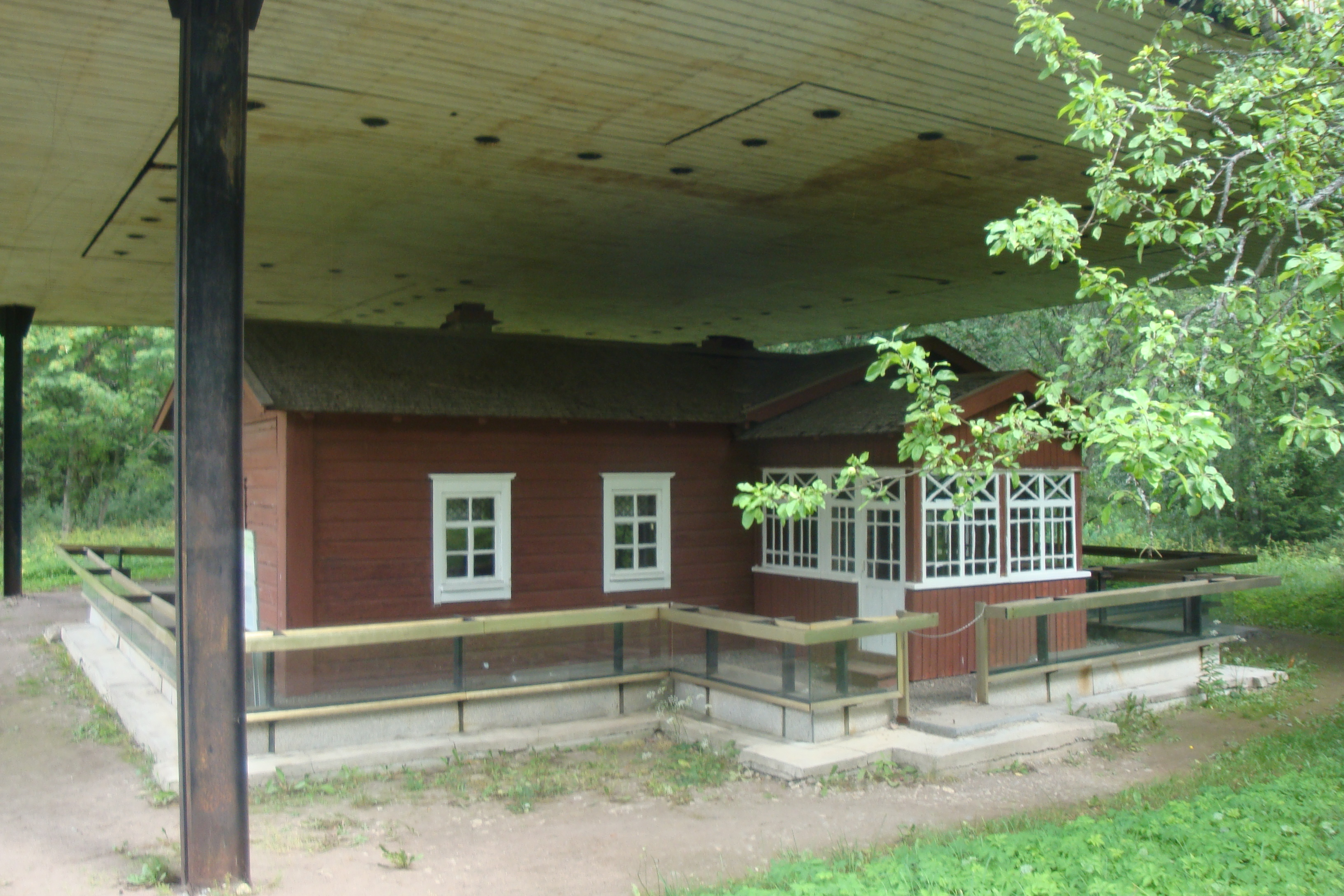
Дом П. Г. Парвиайнена

20 апреля 1958 года на территории музея был открыт памятник Ленину (скульпторы А. И. Долиненко, А. Г. Плискин, В. И. Татарович, Г. Д. Ястребенецкий).
Музей Ленина посещали многие известные люди, среди них — первый секретарь ЦК КПСС Н. С. Хрущёв, первый секретарь Ленинградского обкома КПСС В. С. Толстиков.

### Историко-этнографический музей Ялкала
В 1993 году музей был перепрофилирован и получил историко-этнографическую специализацию, сменил название на музей-заповедник «Ялкала» (финское название поселка Ильичёво до 1948 года). В настоящее время экспозиции музея рассказывают о жизни коренного населения Карельского перешейка, начиная с древнейших времен (5 000 лет до н. э.), а также о значительных исторических событиях на Карельском перешейке. Отдельные стенды рассказывают о пребывании в Ялкале известных людей российской истории, среди них Г. Плеханов, А. А. Бенуа, Сулхо Ранта, Ю. Никулин и другие.
По программе национально-культурного возрождения финно-угорских народов намечено полное восстановление хутора.

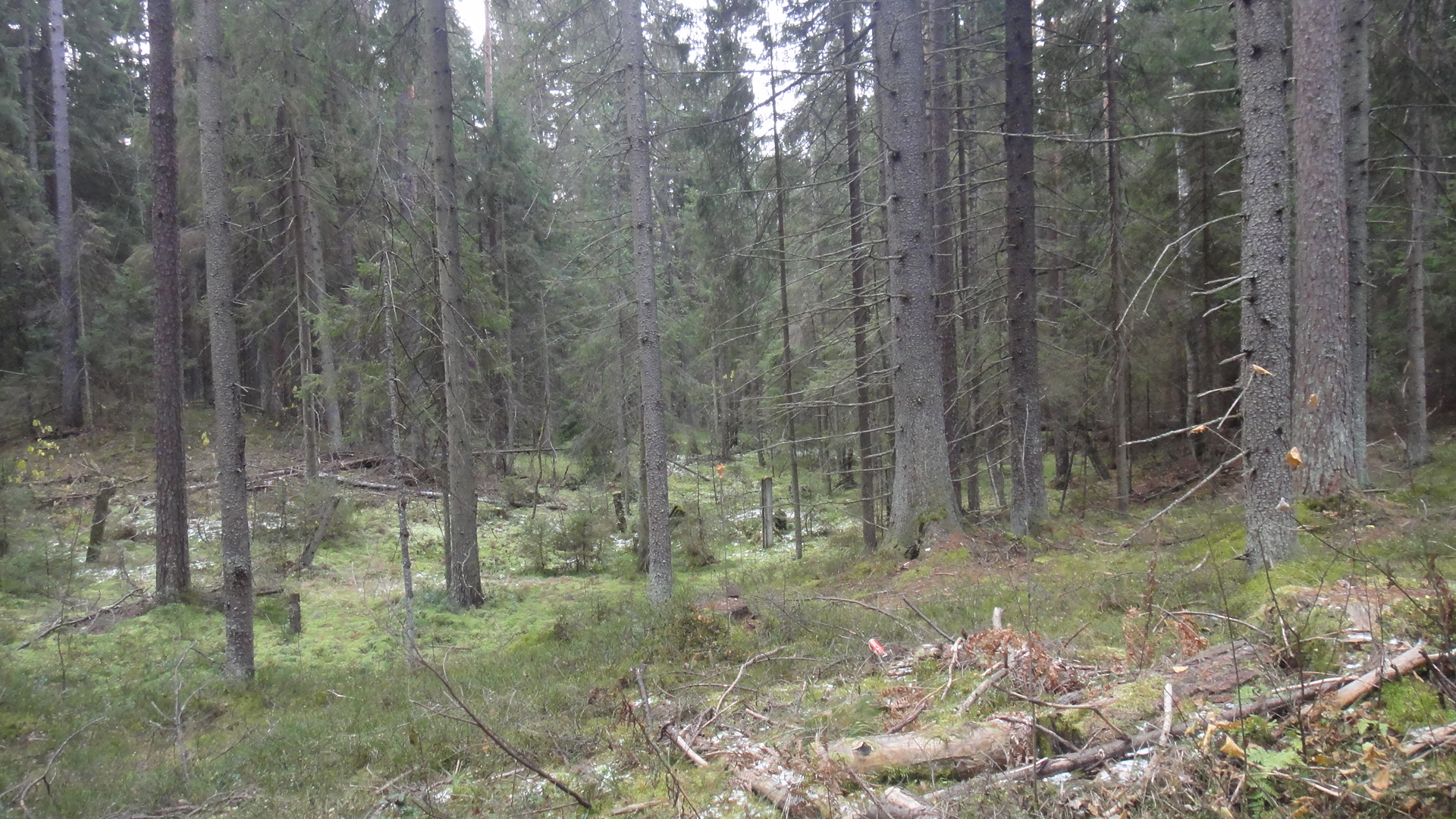
Лес в окрестности музея

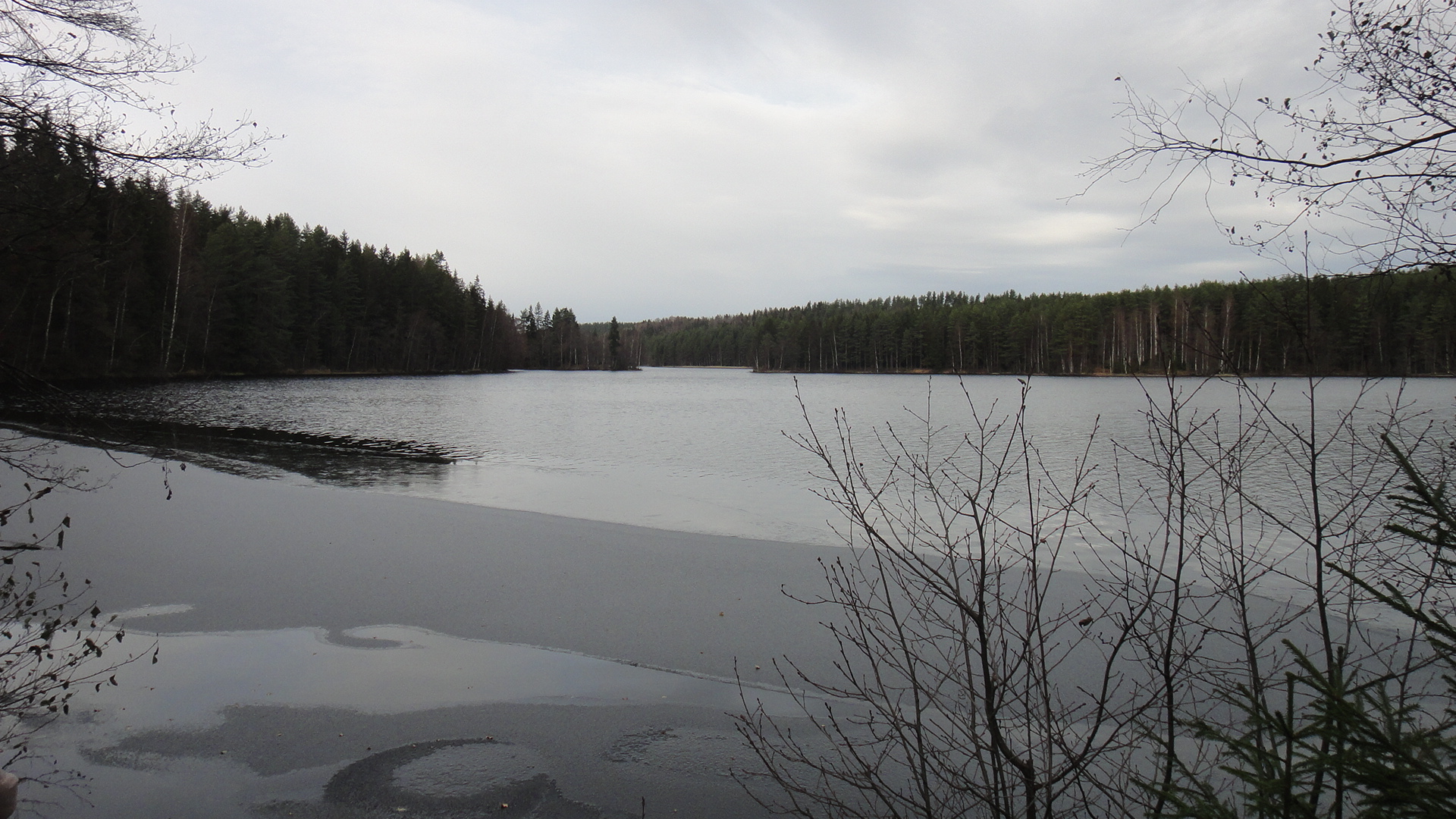
Озеро Длинное. Конец октября. Ледостав у береговой кромки

С 2000 года музей регулярно проводит научные конференции «Барышниковские чтения», другие научно-мемориальные и культурно-массовые мероприятия.
Музей окружён лесным массивом, поблизости находится Большое Симагинское озеро, а также реликтовая озовая гряда (внесена в Красную Книгу Ленинградской области).

## Транспортное сообщение
От Зеленогорского вокзала до «Ялкалы» ходит автобус № 552. До Зеленогорска из Санкт-Петербурга можно добраться на электропоезде от Финляндского вокзала, либо на автобусе № 211 от станции метро «Чёрная речка».